# A Boardwalk Empire – Gengszterkorzó epizódjainak listája
Ez a cikk a Boardwalk Empire – Gengszterkorzó című sorozat epizódjait tartalmazza.

## Évados áttekintés
| Évad | Évad | Epizódok | Eredeti sugárzás     | Eredeti sugárzás   | Eredeti adó | Magyar sugárzás      | Magyar sugárzás    | Magyar adó |
| Évad | Évad | Epizódok | Évadpremier          | Évadfinálé         | Eredeti adó | Évadpremier          | Évadfinálé         | Magyar adó |
| ---- | ---- | -------- | -------------------- | ------------------ | ----------- | -------------------- | ------------------ | ---------- |
|      | 1    | 12       | 2010. szeptember 19. | 2010. december 5.  | HBO         | 2011. január 10.     | 2011. március 28.  | HBO        |
|      | 2    | 12       | 2011. szeptember 25. | 2011. december 11. | HBO         | 2011. november 14.   | 2012. február 6.   | HBO        |
|      | 3    | 12       | 2012. szeptember 16. | 2012. december 2.  | HBO         | 2012. október 8.     | 2012. december 24. | HBO        |
|      | 4    | 12       | 2013. szeptember 8.  | 2013. november 24. | HBO         | 2013. december 16.   | 2014. január 20.   | HBO        |
|      | 5    | 8        | 2014. szeptember 7.  | 2014. október 26.  | HBO         | 2014. szeptember 28. | 2014. november 16. | HBO        |

## 1. évad (2010)
| Sor. | Év. | Cím                  | Rendező            | Író                               | Premier                               | Nézettség   |
| ---- | --- | -------------------- | ------------------ | --------------------------------- | ------------------------------------- | ----------- |
| 1.   | 1.  | Boardwalk Empire     | Martin Scorsese    | Terence Winter                    | 2010. szeptember 19. 2011. január 10. | 4,81 millió |
| 2.   | 2.  | The Ivory Tower      | Tim Van Patten     | Terence Winter                    | 2010. szeptember 26. 2011. január 17. | 3,33 millió |
| 3.   | 3.  | Broadway Limited     | Tim Van Patten     | Margaret Nagle                    | 2010. október 3. 2011. január 24.     | 3,41 millió |
| 4.   | 4.  | Anastasia            | Jeremy Podeswa     | Lawrence Konner és Margaret Nagle | 2010. október 10. 2011. január 31.    | 2,57 millió |
| 5.   | 5.  | Nights in Ballygran  | Alan Taylor        | Lawrence Konner                   | 2010. október 17. 2011. február 7.    | 2,85 millió |
| 6.   | 6.  | Family Limitation    | Tim Van Patten     | Howard Korder                     | 2010. október 24. 2011. február 14.   | 2,81 millió |
| 7.   | 7.  | Home                 | Allen Coulter      | Tim Van Patten és Paul Simms      | 2010. október 31. 2011. február 21.   | 2,67 millió |
| 8.   | 8.  | Hold Me in Paradise  | Brian Kirk         | Meg Jackson                       | 2010. november 7. 2011. február 28.   | 3,21 millió |
| 9.   | 9.  | Belle Femme          | Brad Anderson      | Steve Kornacki                    | 2010. november 14. 2011. március 7.   | 2,98 millió |
| 10.  | 10. | The Emerald City     | Simon Cellan Jones | Lawrence Konner                   | 2010. november 21. 2011. március 14.  | 3,05 millió |
| 11.  | 11. | Paris Green          | Allen Coulter      | Howard Korder                     | 2010. november 28. 2011. március 21.  | 3,00 millió |
| 12.  | 12. | A Return to Normalcy | Tim Van Patten     | Terence Winter                    | 2010. december 5. 2011. március 28.   | 3,29 millió |

## 2. évad (2011)
| Sor. | Év. | Cím                              | Rendező        | Író                                              | Premier                                 | Nézettség   |
| ---- | --- | -------------------------------- | -------------- | ------------------------------------------------ | --------------------------------------- | ----------- |
| 13.  | 1.  | 21                               | Tim Van Patten | Terence Winter                                   | 2011. szeptember 25. 2011. november 14. | 2,91 millió |
| 14.  | 2.  | Ourselves Alone                  | David Petrarca | Howard Korder                                    | 2011. október 2. 2011. november 21.     | 2,59 millió |
| 15.  | 3.  | A Dangerous Maid                 | Susanna White  | Itamar Moses                                     | 2011. október 9. 2011. november 28.     | 2,86 millió |
| 16.  | 4.  | What Does the Bee Do?            | Ed Bianchi     | Steve Kornacki                                   | 2011. október 16. 2011. december 5.     | 2,55 millió |
| 17.  | 5.  | Gimcrack & Bunkum                | Tim Van Patten | Howard Korder                                    | 2011. október 23. 2011. december 12.    | 2,69 millió |
| 18.  | 6.  | The Age of Reason                | Jeremy Podeswa | Bathsheba Doran                                  | 2011. október 30. 2011. december 19.    | 2,63 millió |
| 19.  | 7.  | Peg of Old                       | Allen Coulter  | Howard Korder, Steve Kornacki és Bathsheba Doran | 2011. november 6. 2012. január 2.       | 2,74 millió |
| 20.  | 8.  | Two Boats and a Lifeguard        | Tim Van Patten | Terence Winter                                   | 2011. november 13. 2012. január 9.      | 2,54 millió |
| 21.  | 9.  | Battle of the Century            | Brad Anderson  | Steve Kornacki                                   | 2011. november 20. 2012. január 16.     | 2,55 millió |
| 22.  | 10. | Georgia Peaches                  | Jeremy Podeswa | Dave Flebotte                                    | 2011. november 27. 2012. január 23.     | 2,73 millió |
| 23.  | 11. | Under God's Power She Flourishes | Allen Coulter  | Howard Korder                                    | 2011. december 4. 2012. január 30.      | 2,97 millió |
| 24.  | 12. | To the Lost                      | Tim Van Patten | Terence Winter                                   | 2011. december 11. 2012. február 6.     | 3,01 millió |

## 3. évad (2012)
| Sor. | Év. | Cím                | Rendező        | Író                              | Premier                                | Nézettség   |
| ---- | --- | ------------------ | -------------- | -------------------------------- | -------------------------------------- | ----------- |
| 25.  | 1.  | Resolution         | Tim Van Patten | Terence Winter                   | 2012. szeptember 16. 2012. október 8.  | 2,89 millió |
| 26.  | 2.  | Spaghetti & Coffee | Alik Sakharov  | Howard Korder                    | 2012. szeptember 23. 2012. október 15. | 2,62 millió |
| 27.  | 3.  | Bone for Tuna      | Jeremy Podeswa | Chris Haddock                    | 2012. szeptember 30. 2012. október 22. | 2,36 millió |
| 28.  | 4.  | Blue Bell Boy      | Kari Skogland  | David Stenn                      | 2012. október 7. 2012. október 29.     | 2,11 millió |
| 29.  | 5.  | You'd Be Suprised  | Tim Van Patten | Diane Frolov és Andrew Schneider | 2012. október 14. 2012. november 5.    | 2,19 millió |
| 30.  | 6.  | Ging Gang Goolie   | Ed Bianchi     | Steve Kornacki                   | 2012. október 21. 2012. november 12.   | 2,34 millió |
| 31.  | 7.  | Sunday Best        | Allen Coulter  | Howard Korder                    | 2012. október 28. 2012. november 19.   | 1,97 millió |
| 32.  | 8.  | The Pony           | Tim Van Patten | Terence Winter és Howard Korder  | 2012. november 4. 2012. november 26.   | 2,09 millió |
| 33.  | 9.  | The Milkmaid's Lot | Ed Bianchi     | Rolin Jones                      | 2012. november 11. 2012. december 3.   | 2,06 millió |
| 34.  | 10. | A Man, a Plan...   | Jeremy Podeswa | Dave Flebotte                    | 2012. november 18. 2012. december 10.  | 2,18 millió |
| 35.  | 11. | Two Imposters      | Allen Coulter  | Howard Korder                    | 2012. november 25. 2012. december 17.  | 2,30 millió |
| 36.  | 12. | Margate Sands      | Tim Van Patten | Terence Winter és Howard Korder  | 2012. december 2. 2012. december 24.   | 2,73 millió |

## 4. évad (2013)
| Sor. | Év. | Cím                  | Rendező        | Író                                           | Premier                                 | Nézettség   |
| ---- | --- | -------------------- | -------------- | --------------------------------------------- | --------------------------------------- | ----------- |
| 37.  | 1.  | New York Sour        | Tim Van Patten | Howard Korder                                 | 2013. szeptember 8. 2013. december 16.  | 2,38 millió |
| 38.  | 2.  | Resignation          | Alik Sakharov  | Dennis Lehane és Howard Korder                | 2013. szeptember 15. 2013. december 16. | 2,21 millió |
| 39.  | 3.  | Acres of Diamonds    | Allen Coulter  | Terence Winter                                | 2013. szeptember 22. 2013. december 23. | 1,87 millió |
| 40.  | 4.  | All In               | Ed Bianchi     | David Matthews                                | 2013. szeptember 29. 2013. december 23. | 1,99 millió |
| 41.  | 5.  | Erlkönig             | Tim Van Patten | Howard Korder                                 | 2013. október 6. 2013. december 30.     | 2,09 millió |
| 42.  | 6.  | The North Star       | Allen Coulter  | Eric Overmyer és Howard Korder                | 2013. október 13. 2013. december 30.    | 1,90 millió |
| 43.  | 7.  | William Wilson       | Jeremy Podeswa | David Matthews és Terence Winter              | 2013. október 20. 2014. január 6.       | 2,16 millió |
| 44.  | 8.  | The Old Ship of Zion | Tim Van Patten | Cristine Chambers és Howard Korder            | 2013. október 27. 2014. január 6.       | 1,91 millió |
| 45.  | 9.  | Marriage and Hunting | Ed Bianchi     | David Matthews, Jennifer Ames és Steve Turner | 2013. november 3. 2014. január 13.      | 1,90 millió |
| 46.  | 10. | White Horse Pike     | Jake Paltrow   | Dave Flebotte                                 | 2013. november 10. 2014. január 13.     | 2,08 millió |
| 47.  | 11. | Havre de Grace       | Allen Coulter  | Howard Korder                                 | 2013. november 17. 2014. január 20.     | 1,98 millió |
| 48.  | 12. | Farewell Daddy Blues | Tim Van Patten | Terence Winter és Howard Korder               | 2013. november 24. 2014. január 20.     | 2,18 millió |

## 5. évad (2014)
| Sor. | Év. | Cím                            | Rendező        | Író                                                   | Premier                                  | Nézettség   |
| ---- | --- | ------------------------------ | -------------- | ----------------------------------------------------- | ---------------------------------------- | ----------- |
| 49.  | 1.  | Golden Days for Boys and Girls | Tim Van Patten | Howard Korder                                         | 2014. szeptember 7. 2014. szeptember 28. | 2,37 millió |
| 50.  | 2.  | The Good Listener              | Allen Coulter  | Terence Winter                                        | 2014. szeptember 14. 2014. október 5.    | 1,81 millió |
| 51.  | 3.  | What Jesus Said                | Ed Bianchi     | Cristine Chambers és Howard Korder                    | 2014. szeptember 21. 2014. október 12.   | 2,11 millió |
| 52.  | 4.  | Cuanto                         | Jake Paltrow   | Howard Korder, Cristine Chambers és Terence Winter    | 2014. szeptember 28. 2014. október 19.   | 2,05 millió |
| 53.  | 5.  | King of Norway                 | Ed Bianchi     | Steve Kornacki                                        | 2014. október 5. 2014. október 26.       | 1,94 millió |
| 54.  | 6.  | Devil You Know                 | Jeremy Podeswa | Howard Korder                                         | 2014. október 12. 2014. november 2.      | 1,55 millió |
| 55.  | 7.  | Friendless Child               | Allen Coulter  | Riccardo DiLoreto, Cristine Chambers és Howard Korder | 2014. október 19. 2014. november 9.      | 1,95 millió |
| 56.  | 8.  | Eldorado                       | Tim Van Patten | Howard Korder és Terence Winter                       | 2014. október 26. 2014. november 16.     | 2,33 millió |